# Universidad Empire State
La Universidad Empire State (también conocida como ESU) es una universidad ficticia de Marvel Comics, una mezcla de la Universidad de Nueva York y la Universidad de Columbia (cuyo campus se utilizó en las adaptaciones cinematográficas). Está situada en algún lugar de Nueva York, en Greenwich Village cerca del sitio de Universidad de Nueva York. Muchos personajes de Marvel Comics, especialmente los relacionados con Spider-Man, han asistido o trabajado en la universidad. Apareció por primera vez en Amazing Spider-Man #31 (diciembre de 1965).

## Ubicación
Las representaciones de la ubicación de la universidad han sido vagas, aunque los mapas publicados en Official Handbook of the Marvel Universe representan a la universidad como estando cerca del Washington Square Park, o cerca del sitio de la Universidad de Nueva York. En la miniserie de 2002 Chamber, el personaje principal reside en el Brittany Hall de la universidad, el nombre de una residencia real de la NYU.
La novela The Venom Factor, de Diane Duane, coloca a la universidad en Greenwich Village, donde se encuentra la NYU.

## Historia ficticia

### Estudiantes notables
Peter Parker, también conocido como Spider-Man, estudió química posterior mente hizo un posgrado en ingeniería eléctrica y cuando Otto Octavius estuvo en su cuerpo obtuvo un doctorado en bioquímica en la Universidad Empire State después de graduarse de la escuela secundaria.
Victor von Muerte fue invitado a venir de Latveria para estudiar en la Empire State, donde conoció a Reed Richards. Fue expulsado después de la explosión accidental que dañó su rostro.
Johnny Storm, la Antorcha Humana, asistió a la Universidad Empire State. Fue expulsado y luego demandado después de que accidentalmente quemó parte de un edificio mientras participaba en una batalla con supervillanos.
Una joven Emma Frost también asistió a la ESU en su adolescencia. Ella estaba allí cuando estalló un ataque anti-mutante.
Más tarde, el Hombre X Chamber se inscribió brevemente en la ESU con el fin de investigar un atentado en el que murieron seis personas. Los hallazgos de Chamber resultaron en que la ESU cerrara su principal programa mutante, y creando un nuevo programa de intercambio de estudiantes ser humano / mutante con el  Instituto Xavier. Los primeros participantes de este programa fueron Walter- el compañero de cuarto parapléjico humano de Chamber - y Amber, una estudiante reptiliana mutante que ayudó a Chamber en su investigación.
Eddie Brock, alias Veneno, asiste a la Universidad Empire State en la serie Ultimate Spider-Man.

## En otros medios

### Televisión
- En Spider-Man and His Amazing Friends, la universidad a veces se muestra como la Universidad Empire State y a veces se muestra como Universidad Estatal del Este.

- En Spider-Man, Peter Parker es un estudiante universitario y asiste a la Universidad Empire State, al igual que Debra Whitman y Michael Morbius. Además, el Dr. Curt Connors es profesor allí.
- En Spider-Man: The New Animated Series, Peter Parker, Harry Osborn y Mary Jane Watson son estudiantes universitarios de la Universidad Empire State.

- Empire State aparece en The Spectacular Spider-Man como la universidad donde Eddie Brock asiste y trabaja como asistente de laboratorio bajo el Dr. Curt Connors y la Dra. Martha Connors. En la temporada 2, Miles Warren se une al personal científico.

### Películas
- En la película Spider-Man 2, Peter Parker asiste a la Universidad de Columbia y no a la ESU, aunque en Spider-Man: la serie animada, que transcurre entre las dos primeras películas de Spider-Man, él, Mary Jane y Harry asisten a la ESU.
- El director Louis Leterrier quería que Bruce Banner conociera a Samuel Sterns en la Universidad Empire State en The Incredible Hulk. En la película terminada el lugar de enseñanza de Sterns es llamado Universidad de Grayburn en la base de datos de S.H.I.E.L.D., porque Columbia Pictures, que posee el nombre como parte de sus derechos de rodar Spider-Man, se negó.[8] Sin embargo en la película, Sterns lleva un logo de la Universidad Empire State en la parte trasera de la camisa.
- En el cortometraje Item 47 en las características extras del Blu-Ray de Los Vengadores, una camisa de la Universidad Empire State puede verse usada por uno de los personajes, de la misma manera que en The Incredible Hulk.
- En una escena eliminada de The Amazing Spider-Man, el Dr. Connors afirma que tiene un doctorado de la Universidad Empire State.
- En la película Spider-Man: lejos de casa, Brad Davis es retratado por Remy Hii como un compañero de clase de Peter Parker.

### Videojuegos
- En el juego Spider-Man 2: The Sinister Six, el Doctor Octopus secuestra a la Tía May y la tiene como su rehén en la universidad.

- En las adaptaciones a juego de Spider-Man y Spider-Man 2, el Edificio Empire State puede ser visto y visitado. En ambos juegos este edificio es el punto más alto en el juego, pero en el juego Ultimate Spider-Man tanto el edificio como la universidad pueden ser visitados.

- En The Incredible Hulk (2008), la subtrama con Samuel Sterns en la ESU está adaptada de la película de la que el juego está basado. La Universidad Empire State es también un lugar marcado en la pantalla del mapa del juego, uno de los muchos que el jugador debe destruir para ganar ciertos artículos coleccionables.

- La Universidad Empire State aparece en Marvel: Avengers Alliance.
- La Universidad Empire State aparece en Marvel's Spider-Man.